# 副鸣恐鹤
副鸣恐鶴属（学名：Paraphysornis）或称副雷鳴鳥（這個翻譯是不準確的），是一种骇鸟科成员，生活于晚渐新世到早中新世的南美洲，巴西。
它们的身长约2米，头骨长60厘米，是骇鸟科体型较大的成员,科学家们估计它们是顶级掠食者，与鸣恐鹤有较近亲缘关系。

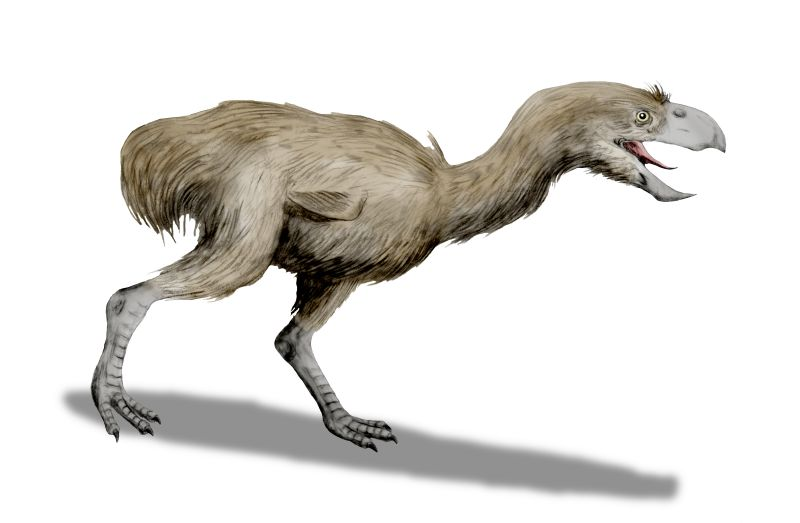

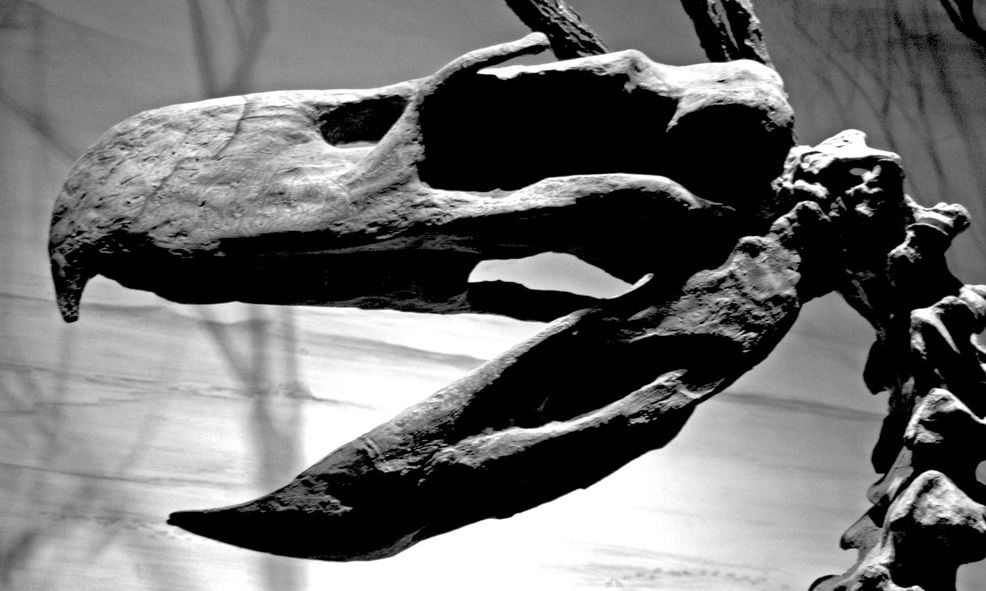